# Dilara Bilge
Dilara Bilge est une joueuse de volley-ball turque née le 20 août 1990 à İstanbul. Elle mesure 1,91 m et joue au poste d'attaquante.

## Clubs
| Club                   | De        | À         |
| ---------------------- | --------- | --------- |
| Galatasaray İstanbul   | 2006-2007 | 2006-2007 |
| UPS İstanbul           | 2007-2008 | 2007-2008 |
| Galatasaray İstanbul   | 2008-2009 | 2010-2011 |
| Karşıyaka İzmir        | 2011-2012 | 2011-2012 |
| Bursa BBSK             | 2012-2013 | 2012-2013 |
| JT Marvelous           | 2013-2014 | 2013-2014 |
| Nilüfer Belediye       | 2014-2015 | 2014-2015 |
| İdmanocağı Spor Kulübü | 2015-2016 | 2015-2016 |
| Beşiktaş İstanbul      | 2016-2017 | 2019-2020 |
| İlbank Ankara          | jan 2020  | mai 2020  |
| Sarıyer Belediyesi     | 2020-2021 | …         |

## Palmarès
- Challenge Cup
  - Finaliste : 2016.